# Obrigheim (Badenia-Wirtembergia)
Obrigheim – miejscowość i gmina w Niemczech, w kraju związkowym Badenia-Wirtembergia, w rejencji Karlsruhe, w regionie Rhein-Neckar, w powiecie Neckar-Odenwald, wchodzi w skład wspólnoty administracyjnej Mosbach. Leży nad Neckarem, ok. 3 km na zachód od Mosbach, przy drogach krajowych B27 i B292.